# Forni di Sotto
Forni di Sotto (For Disot in friulano) è un comune italiano di 520 abitanti del Friuli-Venezia Giulia.

## Geografia fisica
Sorge a 777 m s.l.m. nell'alta valle del Tagliamento, in Carnia, ed è compreso tra due linee montuose in direzione E-O. Le principali cime montuose che circondano l'abitato sono a nord il Monte Bìvera (2474 m), il Monte Zauf (2246 m) e il Monte Tinisa (2100 m) che lo dividono dalla vallata di Sauris (Val Lumiei), a sud il Monte Pramaggiore (2478 m), il Monte Chiarescons (2168 m) e il Cimon di Agar (1932 m) che lo dividono dall'alto pordenonese (Val Settimana). Una parte del territorio ricade all'interno del Parco naturale delle Dolomiti Friulane.

## Storia
Alcuni ritrovamenti testimonierebbero che il paese fosse già abitato in epoca pre-romana da genti Gallo-Celtiche. Nel 2008 ha avuto luogo la prima campagna di scavi sul sito denominato "Pra di Got", ove residuano resti di una fortificazione probabilmente tardo romana o comunque altomedievale. Il primo documento che riporta il nome di Forni, tuttavia, è una donazione datata 778 (da parte di Masselione o forse Tassilone duca di Baviera al monastero di Sesto - altri leggono Salto sul Torre -), ma non si è in grado di dire a quale dei Forni oggi esistenti il documento si riferisca. Chi lo riferisce a Forni di Sopra trae argomenti dall'esistenza in quel comune di una frazione denominata "Cella". Potrebbe invece trattarsi di Forni di Sotto, sede della Pieve Matrice (una delle undici antiche Pievi della Carnia, oggi ottava tappa del Cammino delle Pievi).
È infatti documentata una lunga controversia tra i due Forni, arrivata fino al Papa, relativa proprio alla preminenza delle rispettive chiese, risolta in favore di Forni di Sotto e composta, con la concessione dell'autonomia a Forni di Sopra soltanto nel XV secolo (cfr. il testo, edito dalla Parrocchia e dal Centro di Cultura Popolare fornese, Mi poni achì, ed. 2003). Nel 1326 Forni di Sotto e Forni di Sopra, con i rispettivi territori, passarono in feudo alla nobile famiglia friulana dei Savorgnan (da qui il nome Forni Savorgnani che indica entrambi i comuni sopra citati) che vi mantennero il proprio domino fino al 1797, anno della caduta della Repubblica di Venezia. Entrati a far parte dei possedimenti degli Asburgo, tornarono all'Italia nel 1866, al termine della terza guerra di indipendenza. La pagina più dolorosa della storia di Forni di Sotto fu senz'altro scritta il 26 maggio 1944, giorno in cui le truppe della Wehrmacht accompagnate da repubblichini friulani rasero al suolo incendiandolo l'intero paese.

### Oggi

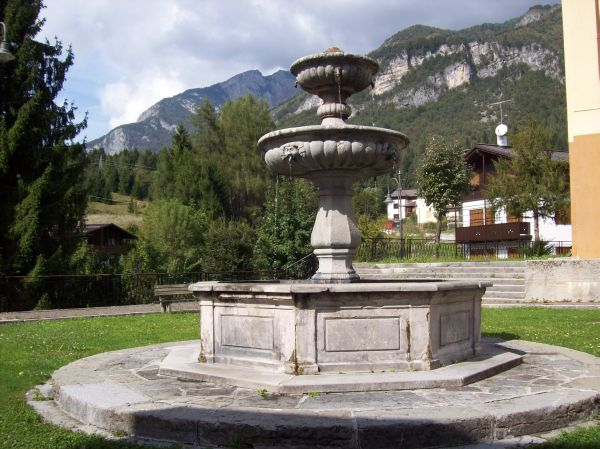
Una delle tre fontane ottocentesche

Risorto dalla cenere Forni di Sotto, che un tempo era famosa per la sua architettura di montagna con le case in pietra dai ballatoi in legno, è oggi un paese completamente nuovo, dove le uniche testimonianze del passato sono le fontane ottocentesche di Tredolo, Baselia e Vico. Il paese, come la vicina Forni di Sopra è località di villeggiatura estiva e invernale (apprezzata pista per lo sci nordico). Parte del territorio comunale fa parte del Parco naturale delle Dolomiti Friulane.

### Simboli
Lo stemma e il gonfalone sono stati concessi con decreto del presidente della Repubblica del 16 ottobre 1954.
Il gonfalone è un drappo  partito di rosso e di bianco.

Il municipio

## Monumenti e luoghi d'interesse
- I due Campanili striati di Costa Baton.

- Pieve parrocchiale di Santa Maria del Rosario a Baselia
- Chiesa della Beata Vergine della Pietà a Vico
- Chiesa di San Rocco a Tredolo, costruita nel XVI secolo[9]
- Chiesa di San Lorenzo, conserva all’interno un importante ciclo d’affreschi di Gian Francesco da Tolmezzo, raffigurante i Dottori della Chiesa, Santi e Sante, ed il Martirio di S. Lorenzo, opera datata al 1492.

## Società

### Evoluzione demografica
Abitanti censiti

### Lingue e dialetti
A Forni di Sotto, accanto alla lingua italiana, la popolazione utilizza la lingua friulana. Ai sensi della deliberazione n. 2680 del 3 agosto 2001 della Giunta della Regione autonoma Friuli-Venezia Giulia, il Comune è inserito nell'ambito territoriale di tutela della lingua friulana ai fini della applicazione della legge 482/99, della legge regionale 15/96 e della legge regionale 29/2007. La lingua friulana che si parla a Forni di Sotto rientra fra le varianti appartenenti al friulano carnico.

## Amministrazione
| Periodo | Periodo   | Primo cittadino             | Carica  | Note |
| ------- | --------- | --------------------------- | ------- | ---- |
| 1995    | 1999      | Giovanni Battista Nassivera | Sindaco |      |
| 1999    | 2004      | Andrea Ghidina              | Sindaco |      |
| 2004    | 2009      | Andrea Ghidina              | Sindaco |      |
| 2009    | 2014      | Marco Lenna                 | Sindaco |      |
| 2014    | 2019      | Marco Lenna                 | Sindaco |      |
| 2019    | 2024      | Claudio Coradazzi           | Sindaco |      |
| 2024    | in carica | Claudio Coradazzi           | Sindaco |      |